# Lev Vygotskij
Lev Semjonovitj Vygotskij (ryska: Лев Семёнович Выготский), född 17 november (5 november enligt g.s.) 1896 i Orsja, Guvernementet Mogiljov, Kejsardömet Ryssland, död 11 juni 1934 i Moskva, Sovjetunionen, var en sovjetisk psykolog, pedagog och filosof som har varit inflytelserik inom den moderna utvecklingspsykologin och pedagogiken.
Vygotskij var en pedagogisk teoretiker vars verk blev kända i västvärlden under 1960-talet. Under denna period skedde omfattande studentrevolter mot vad som uppfattades vara ett konservativt akademiskt etablissemang. Det akademiska etablissmanget anklagades bland annat för att upprätthålla en individualistisk människosyn, vilken ansågs legitimera ett liberalt kapitalistiskt samhälle. Vygotskij hade argumenterat för att mänskligt lärande och utveckling sker i samspel med individens omgivning och inte är en oberoende individuell process, vilket väckte intresse bland de akademiker som ville finna en ny och mindre individualistisk pedagogisk grundsyn. Vygotskij uppmärksammade skillnaden mellan vad individen kan lära sig på egen hand och vad individen kan lära sig tillsammans med en mer kompetent person. Detta koncept kallas för proximalzonsteorin (ZPD). Beroende på i vilket sammanhang lärandet sker utvecklas individen antingen i sin faktiska utvecklingsnivå, eller i sin potentiella nivå, där den förra avser situationen när individen lär sig av egen kraft och den senare när en mer kompetent person vidgar lärandemöjligheterna.
Vygotskijs infallsvinkel brukar kallas kulturhistorisk,  sociokulturell, sociokulturellt perspektiv på lärande, då han ser omgivningen som avgörande för individens utveckling och prestation. Med utveckling avser han tankeförmåga, språk, och mental och personlig utveckling. Utveckling sker enligt Vygotskij genom relationer, i synnerhet till föräldrarna, och strävar till den kulturella förståelsen (begreppsvärlden). Den kulturella förståelsen och den kognitiva utvecklingen kallar Vygotskij internalisation. För att ett barn ska internalisera begrepp och kunskaper krävs att det undervisas och har goda relationer med äldre (föräldrar, lärare, förebilder etc). Enligt Vygotskij påverkar alltså de sociala faktorerna intelligensen, som inte enbart beror av biologiska förutsättningar. Hans åsikt att språket är ett krav för tänkandet är viktig inom kognitiv psykologi.
Länge var Vygotskij bortglömd, och Jean Piaget var den mest tongivande teoretikern om barns utveckling. Under 1980-talet blev Vygotskij dock återupptäckt i samband med glasnost, och är idag mycket inflytelserik i forskningen om maturation och om barns språkliga utveckling. Vygotskij lade grunden till den kulturhistoriska skolan och blev en viktig figur inom den marxistiska psykologin. Efter hans död fördes hans teorier vidare av Aleksandr Luria och Aleksej Leontiev.

## Svenska översättningar
- Psykologi och dialektik : en antologi (inledning, urval och översättning Lars-Christer Hydén, Norstedts, 1981)
- Fantasi och kreativitet i barndomen (Voobraženie i tvorčestvo v detskom vozraste) (översättning Kajsa Öberg Lindsten, Daidalos, 1995)
- Vygotskij och pedagogiken (red. Ivar Bråten, översättning Gunilla Hollsten, Studentlitteratur, 1998)
- Vygotskij och skolan : texter ur Lev Vygotskijs Pedagogisk psykologi kommenterade som historia och aktualitet (red. Gunilla Lindqvist, översättning Lennart Magnusson, Studentlitteratur, 1999)
- Tänkande och språk (Myšlenie i reč) (översättning Kajsa Öberg Lindsten, Daidalos, 2001)